# Gauner
Gauner ist ein seit dem 16. Jahrhundert bezeugtes Wort für „Betrüger“ oder „Spitzbube“. Es bezeichnet Menschen, die Betrug und Diebstahl gewerbsmäßig betreiben, oft auch organisiert, wobei sie sich geheimer Erkennungszeichen und einer besonderen Sprache bedienen (Gaunersprache).
Anknüpfend an sein grundlegendes Werk Gemeinschaft und Gesellschaft hat Ferdinand Tönnies in seinen kriminalsoziologischen Schriften zwei „Normaltypen“ des Verbrechers unterschieden: Der Gauner schädigt die Gesellschaft, der Frevler dagegen schädigt die Gemeinschaft (z. B. Mord aus Eifersucht).

## Etymologie
Das Wort „Gauner“ ging aus dem rotwelschen Wort Joner bzw. Jauner für „Falschspieler“ (im Kartenspiel) hervor, das vermutlich auf jiddisch jōwōn, „Griechenland“ (Ionien) zurückgeht. Hierbei liegt möglicherweise eine Anspielung auf die in der Folge der Türkenkriege heimatlos gewordenen Griechen vor: im Französischen ist grec ein vergleichbares Wort für Falschspieler.

## Geschichte
Im 18. Jahrhundert war vielfach Armut ein Grund für die Menschen sich dem Gaunertum anzuschließen. Ein Beispiel war das Herzogtum Württemberg. So beschrieb der Schriftsteller Gustav Schwab, dass dort viele mittellose Menschen in den Wäldern und Höhlen der Schwäbischen Alb lebten und von den einzeln stehenden Gehöften in der näheren Umgebung Mehl, Milch und Schmalz forderten. Wenn die Bauern sich weigerten, die Forderungen zu erfüllen, drohten die Gauner mit Brandstiftung.
Um 1800 zählte man in Württemberg rund 3.000 dieser Menschen. Zur Eindämmung des Problems fing man die Gauner ein und erhängte sie. Andere Länder gingen dagegen nicht so streng gegen das Gaunertum vor. Dort wurden sie nach der Festnahme zum Arbeitsdienst nach Italien verkauft. Die Kinder der Gauner trennte man vorher von den Eltern und brachte sie in Waisenhäusern unter.
In Meyers Konversationslexikon von 1888 heißt es zum Gaunerwesen: „In dem ersten Jahrzehnt des 19. Jahrh. steigerte sich während der Kriegsnöte, namentlich in den Grenzländern an den Rheinufern, das Übel (Gauner) zu einer unerträglichen Höhe. Die Gauner bildeten nicht geschlossene Banden, sondern pflegten sich nur gelegentlich zu gemeinsam auszuführenden Streichen zu vereinigen und sich, mochte der Anschlag gelungen sein oder nicht, alsbald wieder nach allen Seiten zu zerstreuen.“
Eine neuere Bezeichnung für eine Art der Gauner ist Bauernfänger; man versteht darunter solche, welche unerfahrene Menschen zum Glücksspiel verleiten und dabei betrügen.